# Вана (місто)
Вана (урду وانا, англ. Wanna) — місто у Пакистані, адміністративний центр агенції (району) Південний Вазиристан у складі Федерально керованих племінних територій.

## Географія
Вана розташована у центрально-західній частині країни у межах пасма Сулейманові гори неподалік від афганського кордону.

### Клімат
Місто знаходиться у зоні, котра характеризується кліматом помірних степів та напівпустель. Найтепліший місяць — червень із середньою температурою 26.7 °C (80 °F). Найхолодніший місяць — січень, із середньою температурою 5 °С (41 °F).
| Клімат Вани             | Клімат Вани | Клімат Вани | Клімат Вани | Клімат Вани | Клімат Вани | Клімат Вани | Клімат Вани | Клімат Вани | Клімат Вани | Клімат Вани | Клімат Вани | Клімат Вани | Клімат Вани |
| Показник                | Січ.        | Лют.        | Бер.        | Квіт.       | Трав.       | Черв.       | Лип.        | Серп.       | Вер.        | Жовт.       | Лист.       | Груд.       | Рік         |
| Середній максимум, °C   | 12          | 14          | 20          | 25          | 31          | 35          | 33          | 33          | 31          | 27          | 21          | 15          | 24          |
| Середня температура, °C | 5           | 7           | 12          | 18          | 23          | 27          | 27          | 27          | 24          | 18          | 11          | 7           | 17          |
| Середній мінімум, °C    | −2          | 0           | 5           | 10          | 15          | 19          | 22          | 21          | 16          | 9           | 2           | −1          | 9           |
| Норма опадів, мм        | 19          | 23          | 43          | 31          | 16          | 12          | 54          | 50          | 9           | 2           | 6           | 13          | 278         |
| ----------------------- | ----------- | ----------- | ----------- | ----------- | ----------- | ----------- | ----------- | ----------- | ----------- | ----------- | ----------- | ----------- | ----------- |
| Джерело: Weatherbase    |             |             |             |             |             |             |             |             |             |             |             |             |             |